# غاري والكر
غاري والكر (بالإنجليزية: Gary Walker)‏ هو لاعب كرة قدم أمريكية أمريكي، ولد في 28 فبراير 1973 في رويستون في الولايات المتحدة.